# Casa da Música

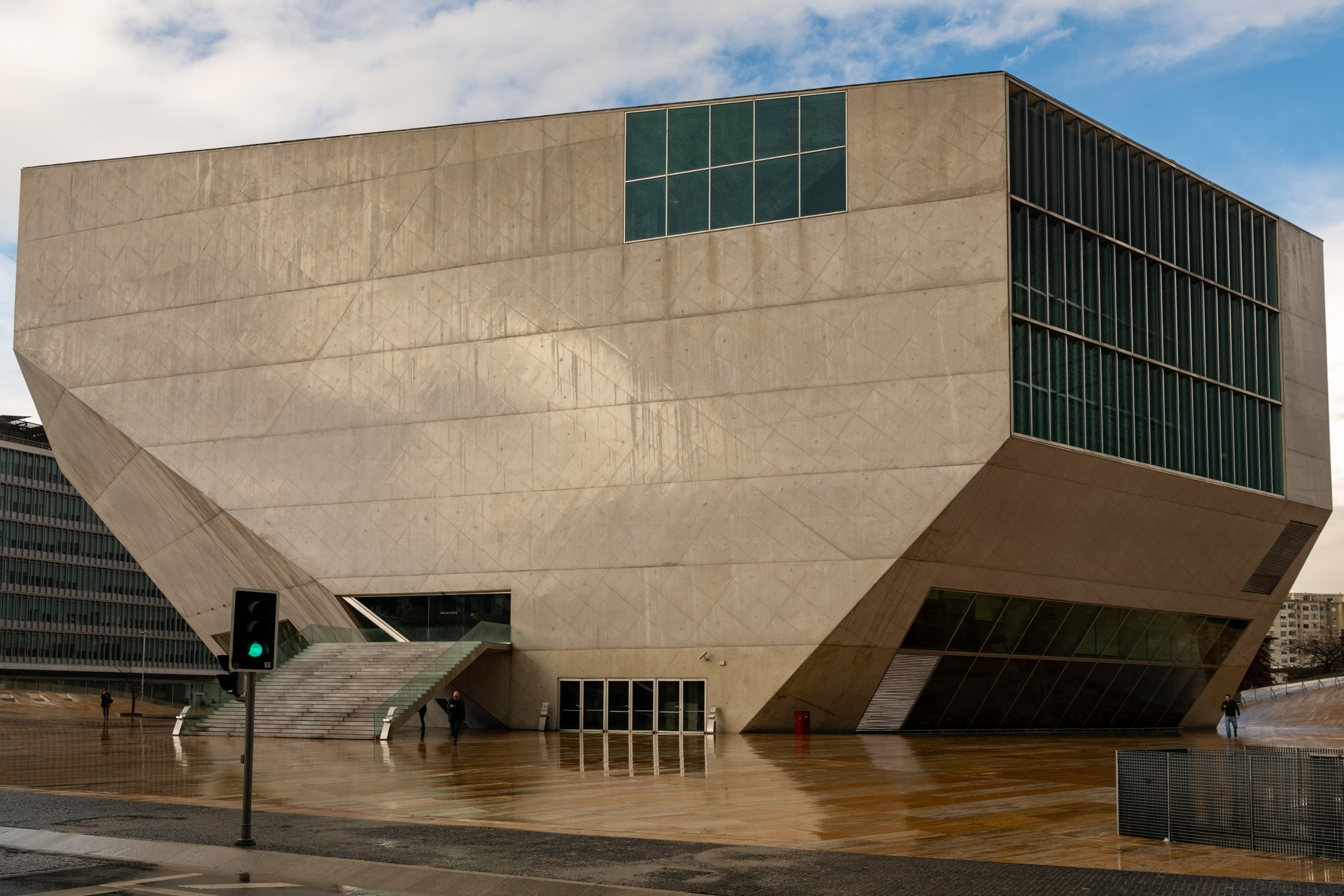
Casa da Música, fasada, na dachu jest taras widokowy

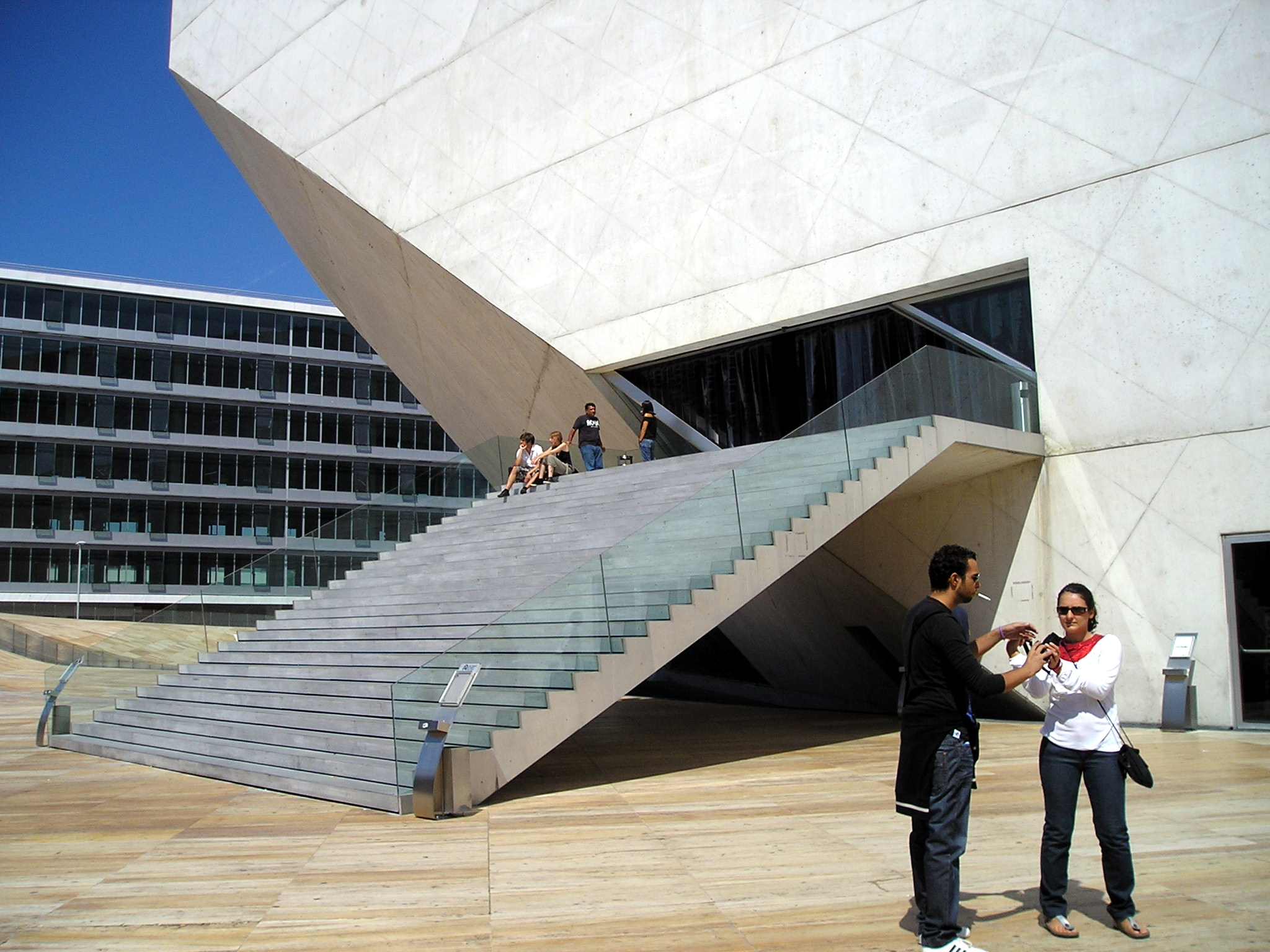
Casa da Música, wejście i wielkie szklane drzwi automatyczne

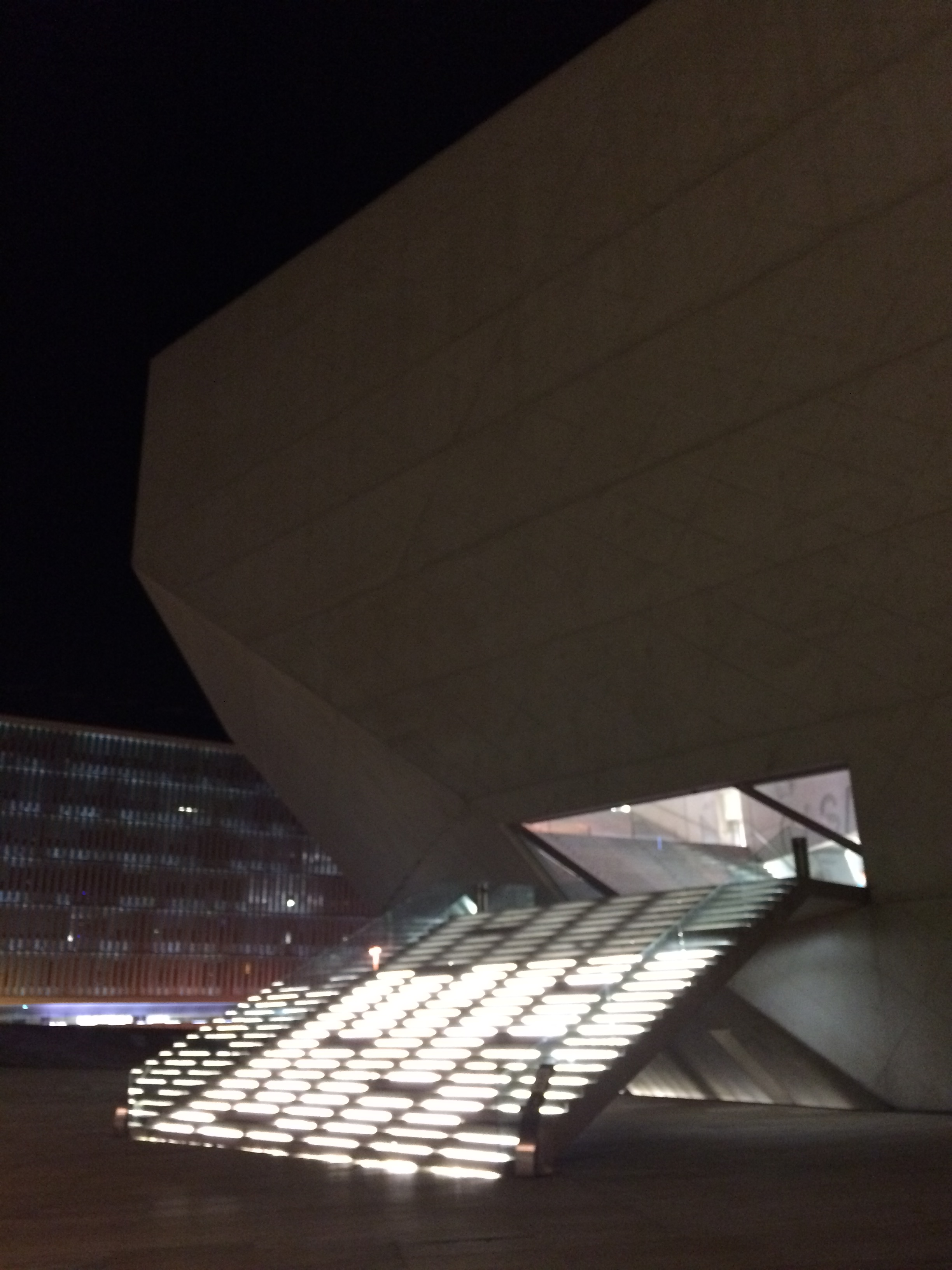
Casa da Música, wejście nocą

Casa da Música – główna sala koncertowa miasta Porto w Portugalii. Została zaprojektowana przez holenderskiego architekta Rema Koolhaasa i zbudowana jako część projektu Porto Stolica Kultury Europejskiej w 2001 (Porto 2001). Chociaż zakończenie prac miało miejsce dopiero w roku 2005, od razu stała się wizytówką miasta.